# Zeche Am Busch
Die Zeche Am Busch ist ein ehemaliges Steinkohlebergwerk in Dortmund.
Das Grubenfeld der Zeche befand sich auf dem Gelände des heutigen Westfalenparks nördlich der Emscher. In diesem Bereich soll bereits im 14. Jahrhundert erste Kohle gefunden worden sein, Kohlengräberei soll seit dem 15. Jahrhundert existieren.
Das Bergwerk wurde 1768 von Freiherr Andreas von Hövel eingerichtet. In den Nordhang des Emschertals wurde zunächst ein Stollen in Richtung der kohleführenden Flöze gegraben. Zur Bewetterung der Stollen wurden Lichtlöcher eingerichtet. Das Grubenwasser wurde Richtung Emscher abgeleitet.
1811 wurde dann mit dem Arbeiten an den Schächten 2 und 3 begonnen. Die Teufe von Schacht Christine erfolgte 1812. Der Schacht hatte zunächst eine Teufe von 29 Metern und wurde später auf 40 Meter erweitert. Die Zeche Am Busch war damit eine der ersten Tiefbauzechen, in der die hier allerdings nur einige Meter Tiefe Mergelschicht überwunden wurde. 1815 erfolgte mit weiteren kleinen Zechen die Konsolidierung zur Zeche Friedrich Wilhelm. 1816 wurde ein weiterer Schacht abgeteuft und mit einer Dampfmaschine zur Wasserhaltung ausgerüstet.
An die Zeche Am Busch erinnern heute im Westfalenpark Informationstafeln sowie der Nachbau eines Pferdegöpels.